# Evelyne Binsack

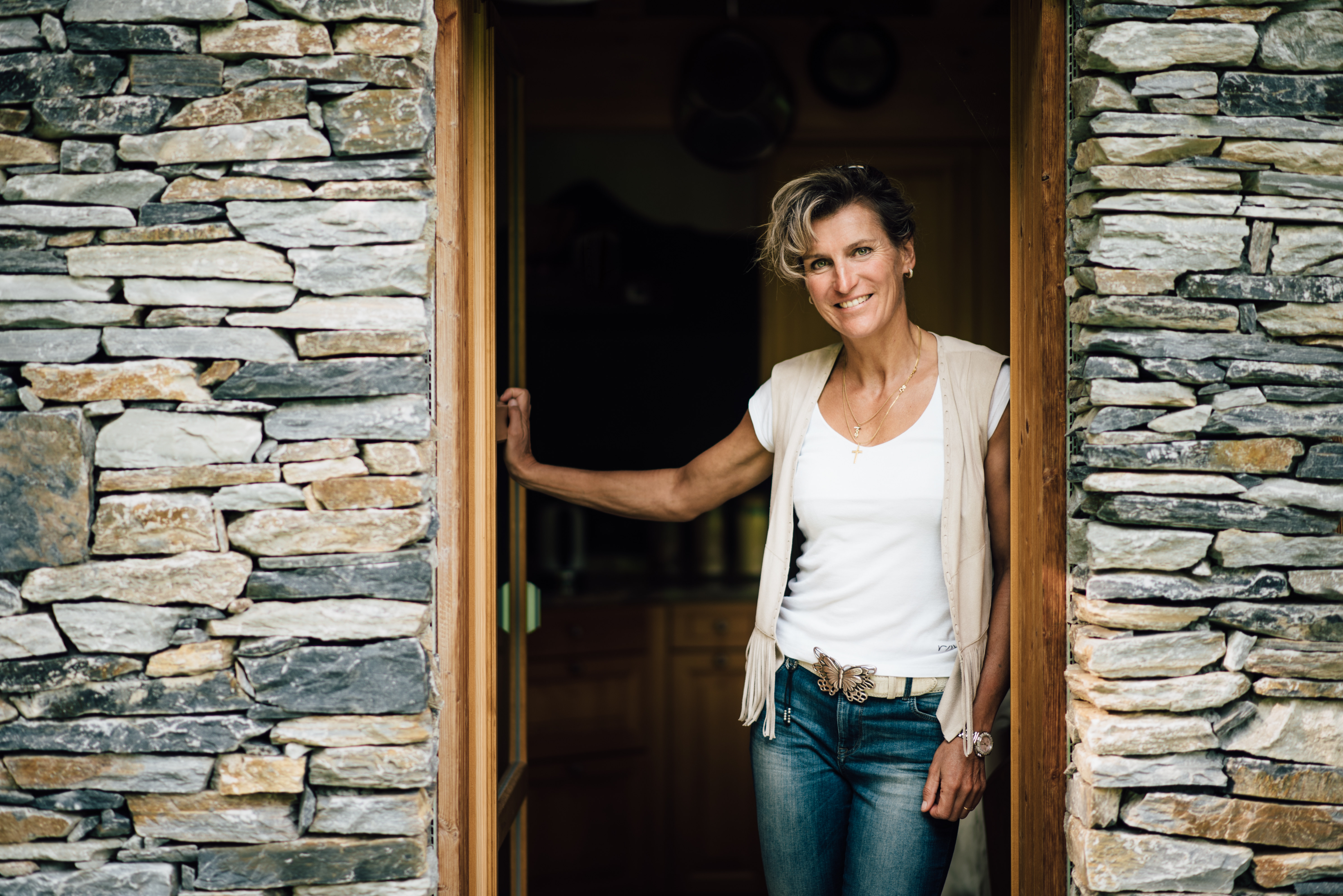
Evelyne Binsack (2018)

Evelyne Binsack (* 17. Mai 1967) ist eine Schweizer Extrem-Bergsteigerin, Diplom-Bergführerin, Abenteurerin, Helikopterpilotin, Referentin und Bestseller-Buchautorin.

## Karriere
Binsack wuchs in Hergiswil auf. Nach der Schule machte sie von 1983 bis 1987 eine Ausbildung zur Sportartikel-Verkäuferin. Nebenbei jobbte sie als Malerin, Hüttenwartin oder Dachdeckerin.
Im Alter von 22 Jahren durchstieg sie die Eigernordwand im Winter. 1991 erhielt sie mit 24 Jahren als eine der ersten Frauen weltweit und als jüngste Alpinistin das Diplom als Bergführerin.
Binsack erwarb die Berufspilotenlizenz als Helikopterpilotin und arbeitete während einiger Jahre saisonal als Hubschrauberpilotin in der Schweiz und Europa.
2012 bildete sie sich in Kalifornien zur Dokumentarfilmerin aus. 2013 drehte sie am Mount Everest den Dokumentarfilm ÜberLebensWille.
Im November 2022 kandidierte sie für die Schweizer Parlamentswahlen 2023 und wollte dabei für die Schweizerische Volkspartei (SVP) in den Nationalrat. Nominiert wurde sie zuhanden der Findungskommission vom Kreisverband SVP Interlaken-Oberhasli. Noch im Dezember 2022 zog sie ihre Kandidatur aus gesundheitlichen Gründen zurück.
Binsack wohnt heute in Geissholz in der Gemeinde Schattenhalb im Berner Oberland.

## Buildering
1996 bestieg sie das damals höchste Bürogebäude von Europa, den 257 Meter hohen Frankfurter Messeturm.

## Alpinismus / Expeditionen
1990 durchkletterte sie im Winter die Eiger-Nordwand, 1994 folgte der Solo-Durchstieg durch die Nordostwand. Im Rahmen einer Liveübertragung des Schweizer und Deutschen Fernsehens durchstieg sie in einer Viererseilschaft die Heckmair-Route der Eigernordwand. Die Direktübertragung wurde 1999 als Der Film des Jahres ausgezeichnet.
1993 folgte eine Expedition im Karakorum mit 11 Erstbesteigungen von 5000–6000 Meter hohen Bergen in Pakistan.
Während zweier Expeditionen nach Patagonien bestieg sie 1995 den Fitz Roy und 1996 den Guillomet und Poincenot.
Am 23. Mai 2001 erreichte die Extrem-Bergsteigerin im Gipfel-Alleingang als erste Schweizerin den höchsten Berg der Welt, den 8848,86 Meter hohen Mount Everest.
Als Bergführerin leitete sie Seilschaften durch die schwierigsten Alpenwände, wie z. B. den Frêney-Pfeiler am Mont Blanc, den Walkerpfeiler an der Grandes Jorasses und den Bonatti-Pfeiler an der Aiguille du Dru.
Vom 1. September 2006 bis zum 28. Dezember 2007 führte Binsack die Expedition Antarctica durch. Dabei erreichte sie – nur mit eigener Muskelkraft – von ihrem Zuhause in der Schweiz den Südpol. Während 484 Tagen bewältigte sie alleine rund 25'000 Kilometer mit dem Touren-Fahrrad durch 16 verschiedene Länder bis Süd-Chile. Für die anschliessende Expedition von der Antarktischen Küste bis zum Südpol schloss sie sich mit vier internationalen Teammitgliedern zusammen und bewältigte den ca. 1600 Kilometer langen Fussmarsch bei Temperaturen bis zu minus 40 °C mit Ski und Schlitten ohne Aussenunterstützung und ohne vorher Depots eingerichtet zu haben.
Für diese Leistung wurde sie 2008 zur Schweizerin des Jahres nominiert.
Als Charity-Partner profitierte SOS-Kinderdorf von der Publizität ihrer Expedition. Binsack finanziert alle ihre Expeditionen selber.
Im April 2011 stürzte Binsack bei einem Showklettern bei der Landwirtschaftsmesse Agrischa in Ilanz 4,5 Meter beim Abseilen ab und erlitt eine Fraktur am sechsten Halswirbel. Grund des Absturzes war offenbar eine fehlerhafte Sicherung.
In den Jahren 2016–2017 erreichte Binsack nach insgesamt 105 Expeditionstagen in vier Etappen, teils im Alleingang und teils in Teamarbeit, den geografischen Nordpol bei Temperaturen bis zu minus 40 °C. Damit schloss sie die geplante Trilogie der Drei Pole ab und erreichte als erster Mensch aus eigener Muskelkraft den höchsten (Mount Everest), den südlichsten (Südpol) und den nördlichsten (Nordpol) Punkt der Erde und durchreiste damit die gesamte Hemisphäre mit eigener Kraft.

## Referentin
Binsack ist seit über 20 Jahren Referentin. Seit 2019 arbeitet sie zudem als Management Coach.

## Trivia
Im Zuge des 60-jährigen Bestehens der Barbie-Puppe im Jahr 2019 ehrte die Herstellerfirma Mattel Frauen für ihre Vorbildfunktion. Evelyne Binsack wurde dabei als weibliches Rollenvorbild als erste Schweizerin mit ihrer eigenen Barbie-Puppe ausgezeichnet.

## Publikationen
- mit Gabriella Baumann von Arx: Schritte an der Grenze. Die erste Schweizerin auf dem Mount Everest. Frederking & Thaler, München 2004, ISBN 3-89405-221-X (= National geographic adventure press. 221). ePub ISBN 978-3-03763-741-8
- mit Markus Maeder: Expedition Antarctica. 484 Tage bis ans Ende der Welt. Wörterseh Verlag, Gockhausen 2008, ISBN 978-3-03763-004-4.
- mit Doris Büchel: Grenzgängerin. Ein Leben für drei Pole. Wörterseh Verlag, Gockhausen 2017, ISBN 978-3-03763-093-8.